# Red Bluff (Californie)
Red Bluff est une ville de l’État de Californie, siège du comté de Tehama, aux États-Unis. Lors du recensement de 2010, la population de la ville est de 14 076 personnes. La ville est située à  48 km au sud de Redding, à 64 km au nord-ouest de Chico, et à 201 km au nord de Sacramento. C'est la troisième plus grande ville dans les Shasta Cascades. Le Red Bluff Round-Up, qui a eu lieu pour la première fois en 1926, est devenu un des plus importants rodéos de l'Ouest ; la ville de Red Bluff est très renommée pour ses concours de taureaux.

## Histoire

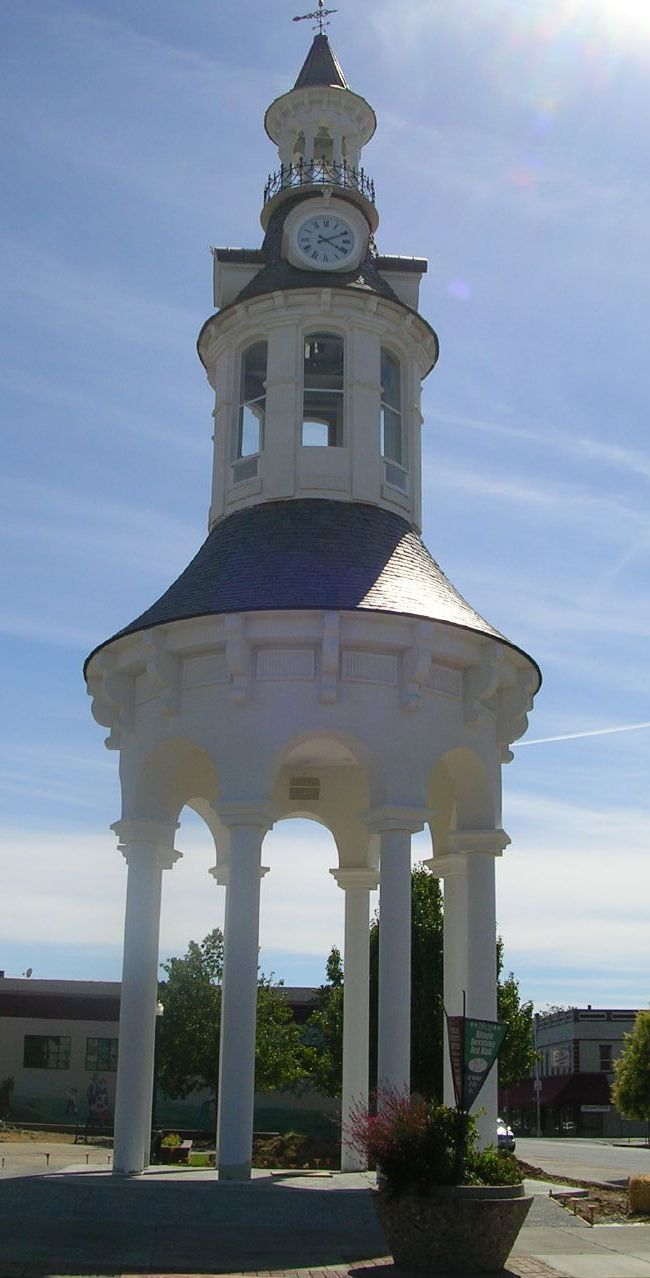
Horloge sur la Cone & Kimball Plaza.

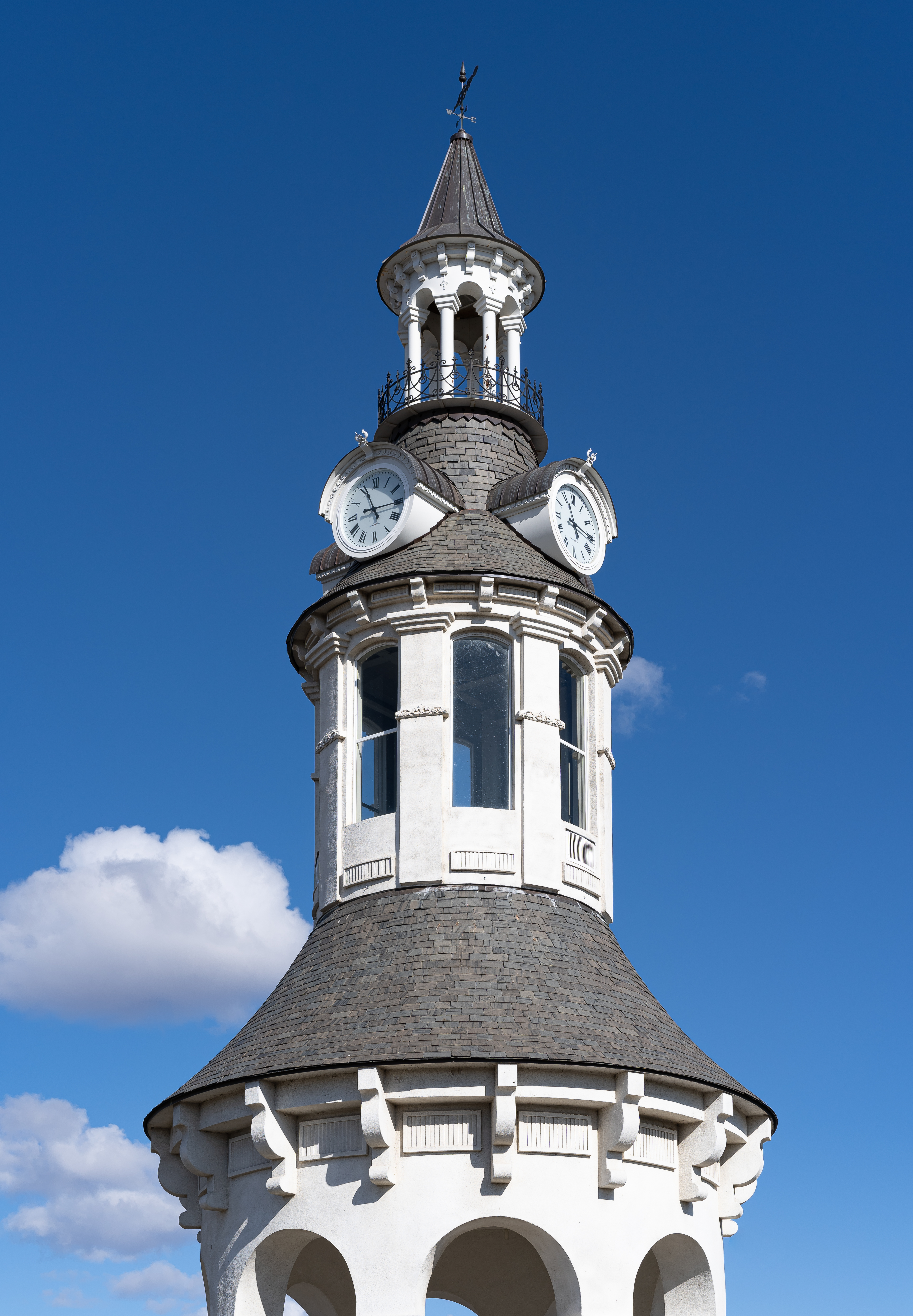
L'horloge de plus près. Novembre 2020.

Le peuple Nomlaki habitait originellement la région des bords du fleuve Sacramento où Red Bluff a été construite. La majeure partie de la population est morte au début des années 1830 d'une épidémie de  malaria.
Les premiers Européens connus pour avoir visité la région sont l'explorateur espagnol  Luis Argello en 1821, suivi de Jedediah Smith en 1828. En 1843, Peter Lassen, John Bidwell, et John Burheim vinrent y poursuivre des voleurs de chevaux ; Lassen demanda ensuite au Mexique une concession de territoire.
La première maison édifiée à l'emplacement actuel de Red Bluff fut un hôtel en adobe construit en 1849 par John Myers. Au printemps suivant, un Monsieur Cooper érigea une petite construction en adobe au même endroit, et William B. Ide en bâtit une autre à quelques kilomètres au nord, à Adobe Ferry. Le peuplement commença vraiment en 1850 quand Sashel Woods et Charles L. Wilson commencèrent à édifier une ville nommée Leodocia. Ce nom et celui de Covertsburg restèrent en usage jusqu'en 1854, où des cartes indiquent la communauté sous le nom de Red Bluffs.
En 1851, le capitaine Ellbridge G. Reed construisit un hôtel près de l'endroit où le Reeds Creek rejoint le Sacramento et le dirigea avec succès pendant des années. Pendant les années d'activité intense dans les mines du nord, la ville, à la tête de la navigation, fut une grande ville d'étapes, assurant une grande quantité de transfert de biens. Elle languit ensuite avec la récession de l'activité minière pour refleurir au début des années 1870 avec l'arrivée du chemin de fer. En 1854, Red Bluff avait une population de 1 000 personnes ; en 1860, celle-ci avait doublé. Lors de l'organisation du comté en 1856, il y eut une forte pression pour faire de Tehama le chef-lieu, mais en mars 1857, Red Bluff fut finalement choisie.
La cité de Red Bluff a été constituée en municipalité en 1876.

## Géographie
Selon le Bureau du recensement des États-Unis, la cité couvre une superficie totale de 19,6 km2, dont 0,3 km2 sont des étendues d'eau (soit 1,59 % d'eau).

## Démographie
| Groupe            | Red Bluff | Californie | États-Unis |
| ----------------- | --------- | ---------- | ---------- |
| Blancs            | 80,8      | 57,6       | 72,4       |
| Autres            | 8,3       | 17,0       | 6,2        |
| Métis             | 5,5       | 4,9        | 2,9        |
| Amérindiens       | 3,1       | 1,0        | 0,9        |
| Asiatiques        | 1,3       | 13,1       | 4,8        |
| Afro-Américains   | 0,9       | 6,2        | 12,6       |
| Océaniens         | 0,1       | 0,4        | 0,2        |
| Total             | 100       | 100        | 100        |
|                   |           |            |            |
| Latino-Américains | 21,6      | 37,6       | 16,7       |

Selon l’American Community Survey, pour la période 2011-2015, 86,98 % de la population âgée de plus de 5 ans déclare parler l'anglais à la maison, 9,62 % déclare parler l'espagnol, 1,51 % le coréen, 0,97 % une langue africaine et 0,92 % une autre langue.
| 1870 | 1880  | 1890  | 1900  | 1910  | 1920  |
| ---- | ----- | ----- | ----- | ----- | ----- |
| 992  | 2 106 | 2 608 | 2 750 | 3 530 | 3 104 |

| 1930  | 1940  | 1950  | 1960  | 1970  | 1980  |
| ----- | ----- | ----- | ----- | ----- | ----- |
| 3 517 | 3 824 | 4 905 | 7 202 | 7 676 | 9 490 |

| 1990   | 2000   | 2010   | - | - | - |
| ------ | ------ | ------ | - | - | - |
| 12 363 | 13 147 | 14 076 | - | - | - |

## Personnes célèbres de la ville
- William B. Ide, qui rejoignit la Bear Flag Revolt et fut nommé président de la république de Californie, a vécu à Red Bluff
- Clair Engle, sénateur des États-Unis, était surnommé la « Fierté de Red Bluff »
- La mère de l'acteur Tom Hanks et son frère Jim, également acteur, ont vécu à Red Bluff.